# Бессак (Коррез)
Бесса́к (фр. Beyssac, окс. Baissac) — коммуна во Франции, находится в регионе Лимузен. Департамент — Коррез. Входит в состав кантона Люберсак. Округ коммуны — Брив-ла-Гайярд.
Код INSEE коммуны — 19024.
Коммуна расположена приблизительно в 400 км к югу от Парижа, в 55 км южнее Лиможа, в 31 км к западу от Тюля.

## Население
Население коммуны на 2008 год составляло 730 человек.
| 1962 | 1968 | 1975 | 1982 | 1990 | 1999 | 2008 |
| ---- | ---- | ---- | ---- | ---- | ---- | ---- |
| 820  | 843  | 766  | 827  | 811  | 726  | 730  |

## Администрация
| Период | Период | Фамилия        | Партия                                                         | Примечания |
| ------ | ------ | -------------- | -------------------------------------------------------------- | ---------- |
| 1977   | 2008   | Люсьен Ренодье | Объединение в поддержку республики и Союз за народное движение | фермер     |
| 2008   |        | Серж Сартр     |                                                                |            |

## Экономика

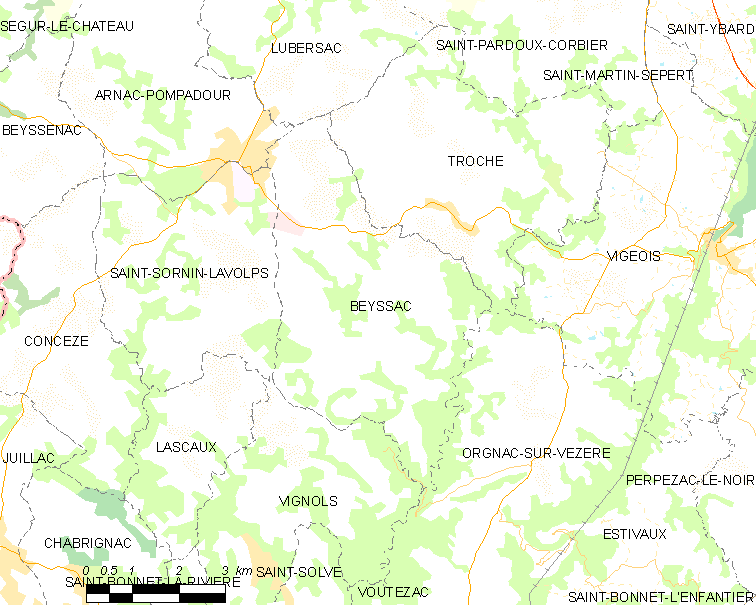
Карта коммуны

В 2007 году среди 542 человек в трудоспособном возрасте (15-64 лет) 347 были экономически активными, 195 — неактивными (показатель активности — 64,0 %, в 1999 году было 62,1 %). Из 347 активных работали 334 человека (193 мужчины и 141 женщина), безработных было 13 (6 мужчин и 7 женщин). Среди 195 неактивных 18 человек были учениками или студентами, 37 — пенсионерами, 140 были неактивными по другим причинам.

## Достопримечательности
- Церковь Сент-Этроп (XIV век). Памятник истории с 1926 года[3]